# Raïon de Khmelnytskyï
Le raïon de Khmelnytskyï (en ukrainien : Хмельницький район) est un raïon situé dans l'oblast de Khmelnytskyï en Ukraine. Son chef-lieu est Khmelnytskyï.
Avec la réforme administrative de 2020, le raïon absorbe les raïons de Vinkivtsi, Starokostiantyniv, Stara Syniava, Téofipol, Letychiv, Derazhnia, Krasyliv, Volotchysk, d'Horodok et celui de Yarmolyntsi.

## Patrimoine
Le Parc national Podilski Tovtry et le  Parc naturel national du haut Pobouj qui entoure le Château de Medjybij, le Château de Letytchiv, le palais de Dzelentsi.

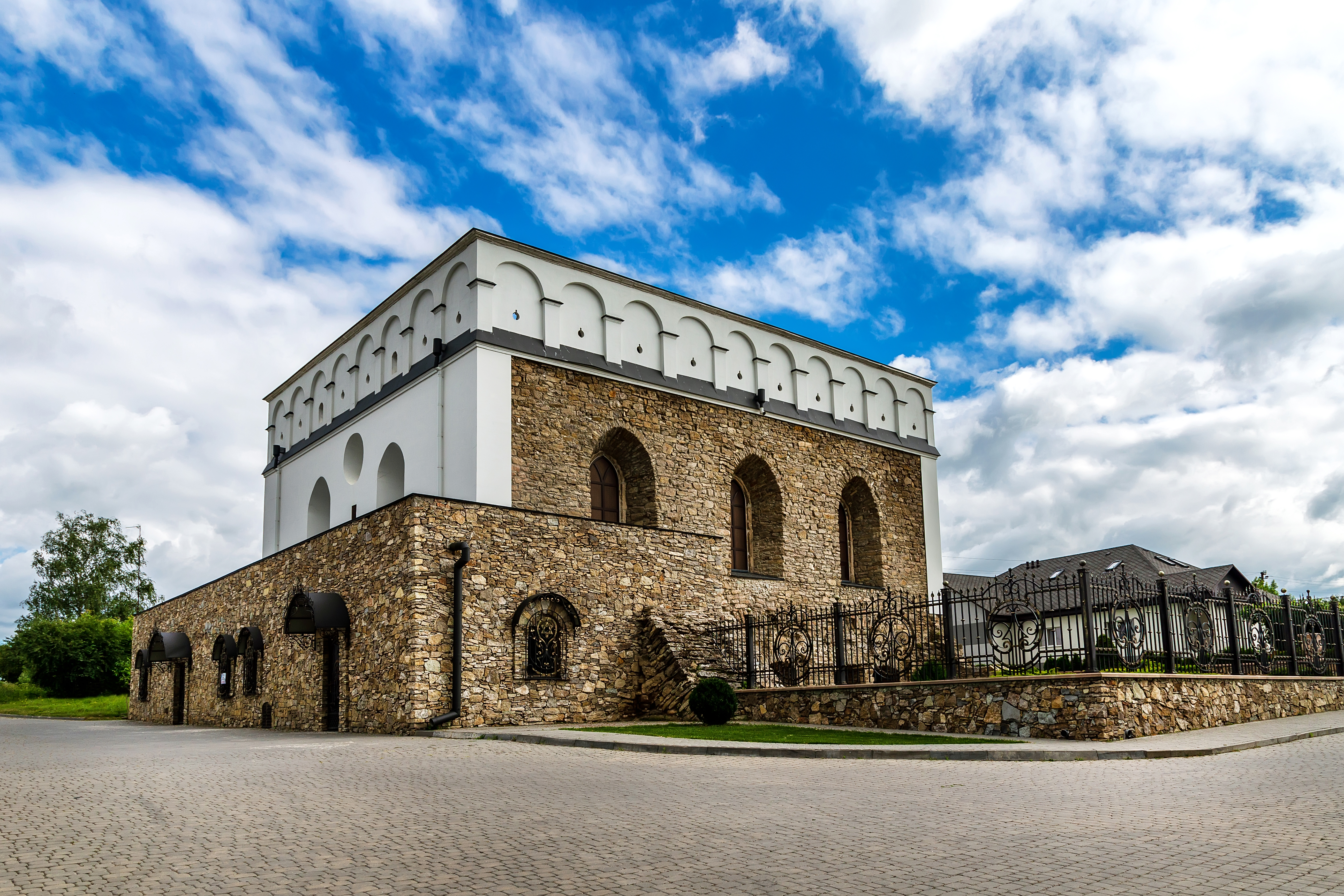
Synagogue de Sataniv, classée[1],
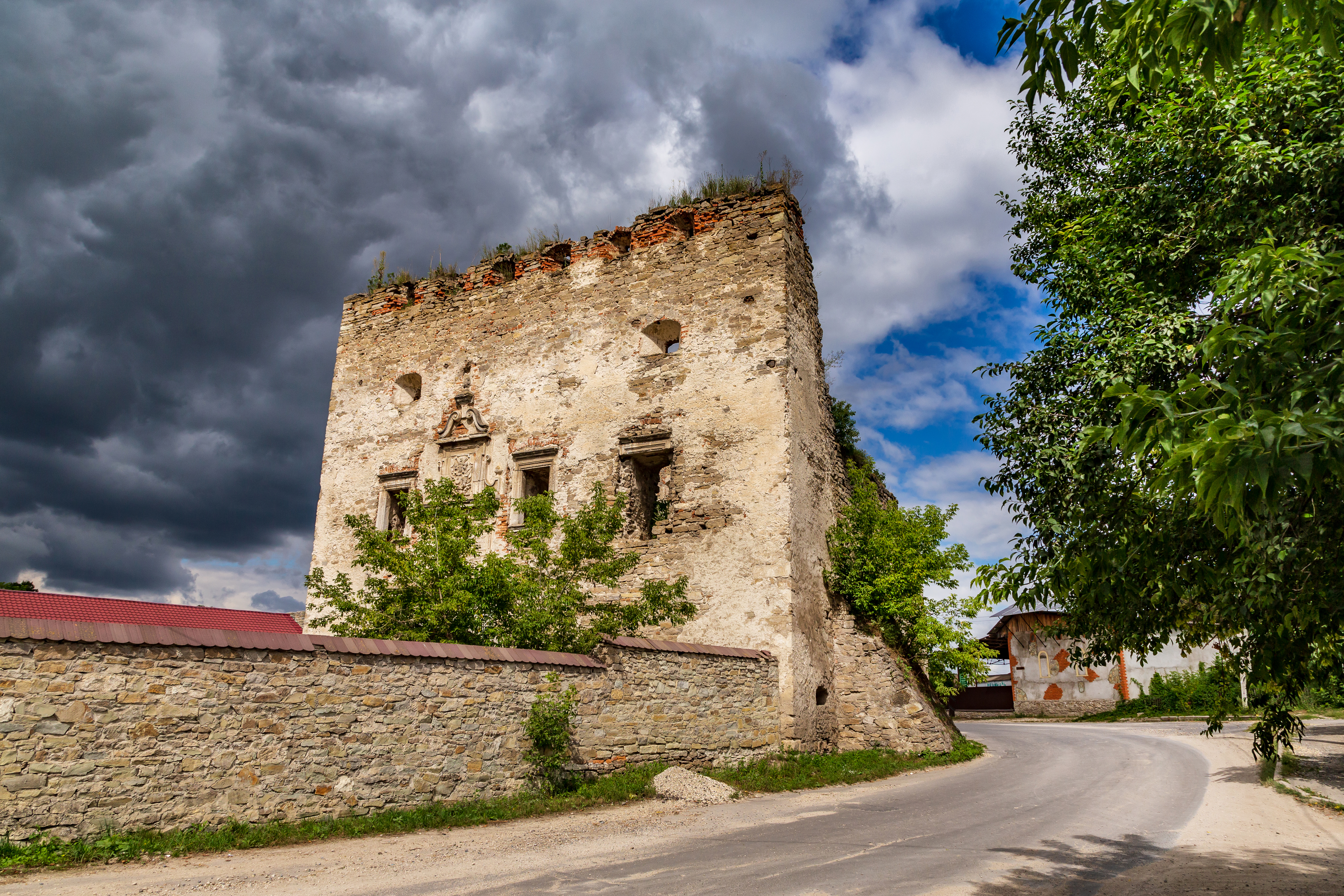
Porte de la ville, classée[2].
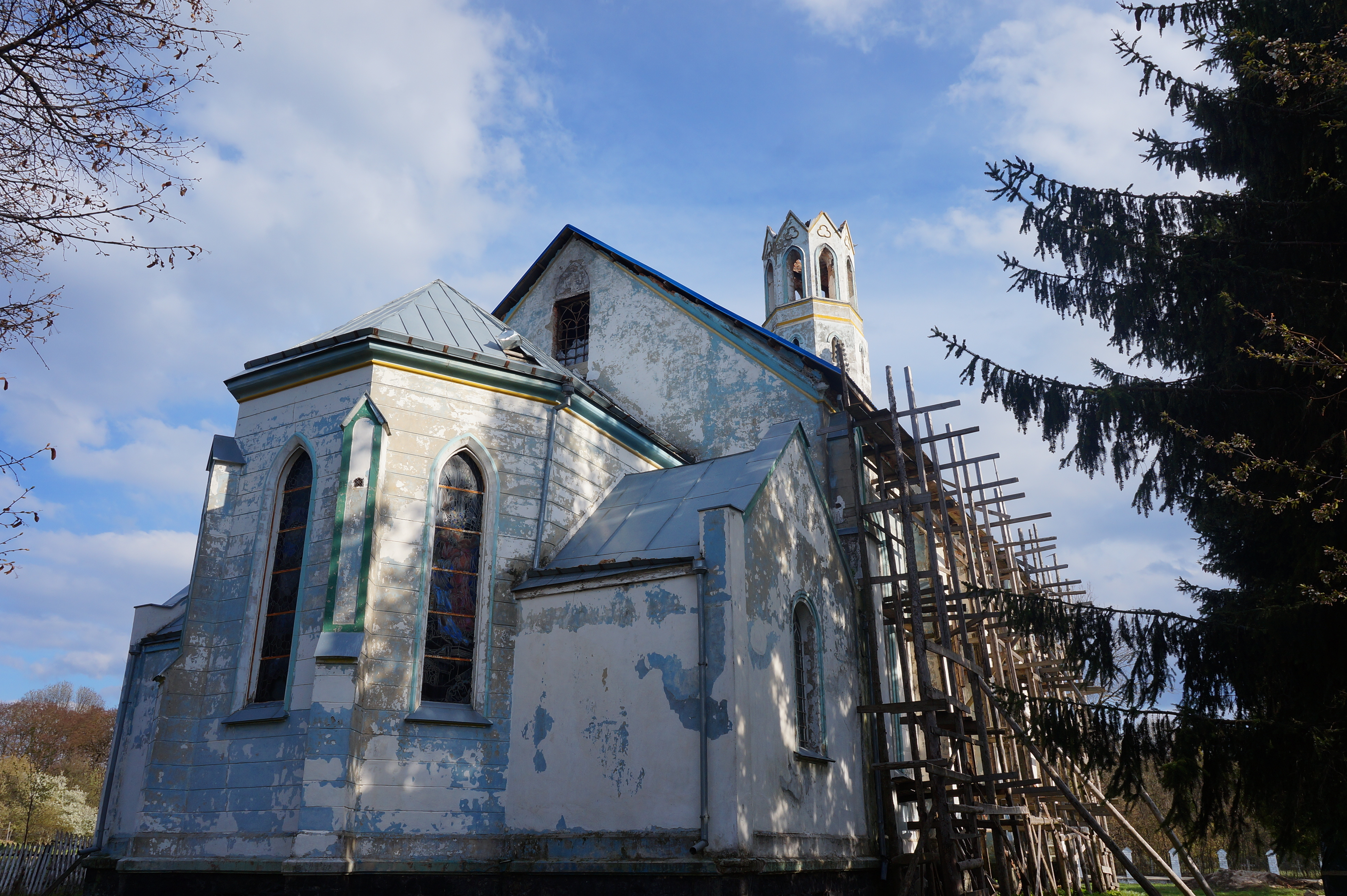
église à Terechki, classée
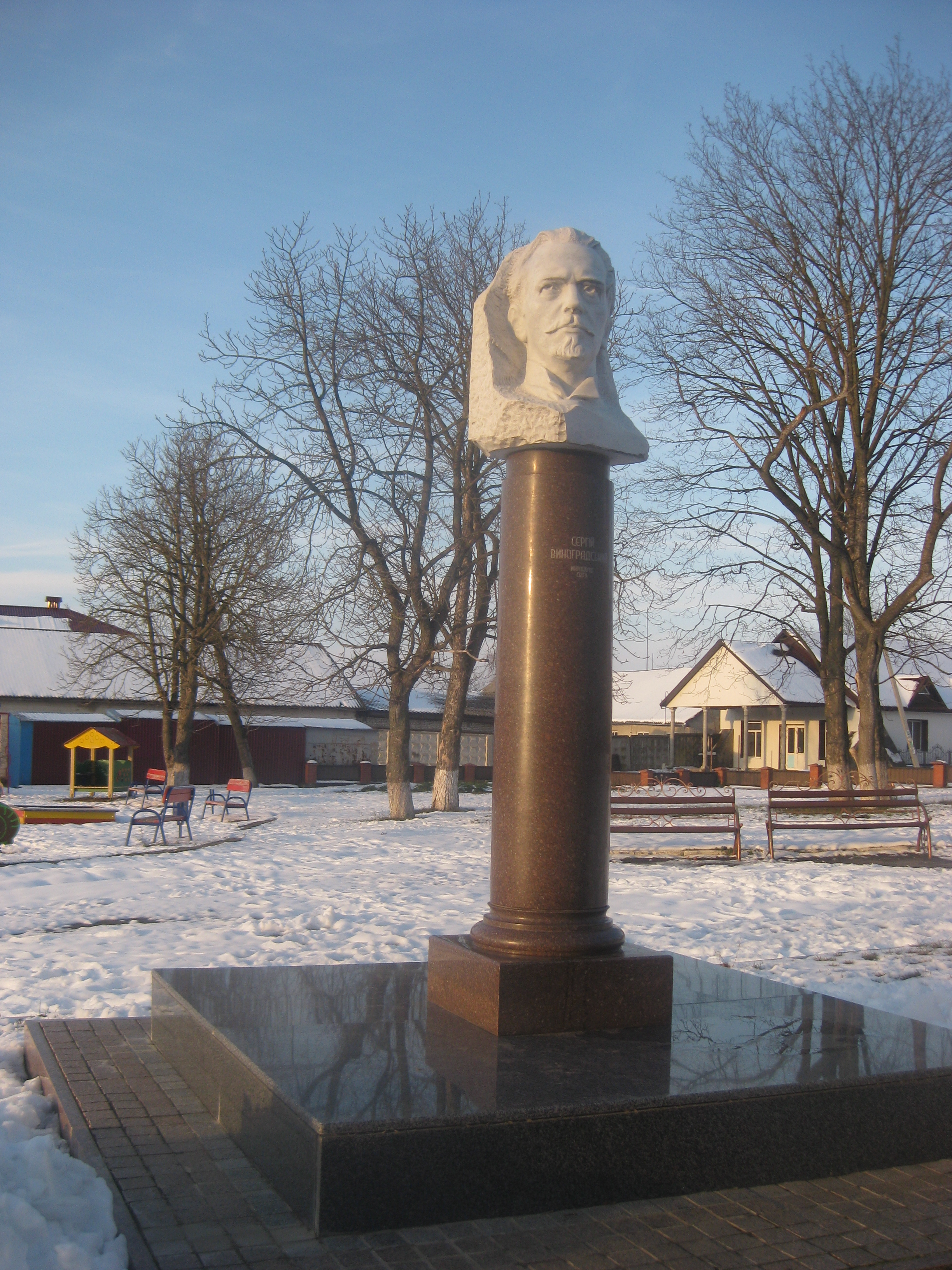
buste de S. Vynogradskyi à Horodok, classée[4].